# Ilybius ignarus
Ilybius ignarus är en skalbaggsart som först beskrevs av Leconte 1862.  Ilybius ignarus ingår i släktet Ilybius och familjen dykare. Inga underarter finns listade i Catalogue of Life.